# 女優 わが道
『女優 わが道』（じょゆうわがみち）はNHK「銀河ドラマ」で1969年5月12日から5月30日まで放送された連続テレビドラマである。白黒作品。全15回。

## 概要
「銀河ドラマ」第3作。女学校の教員を辞めて女優を志し上京、数々の苦難と闘いながら演劇界を代表する女優に成長してゆく杉村春子の半生を描いた一代記ドラマ。杉村の所属する文学座から多数の俳優を起用しているが、杉村本人は出演していない。登場人物は仮名になっているが、一部に関しては放送当時新聞等で実名が紹介された。（キャスト欄に括弧書きで表記）

## 物語
大正15年、東京の音楽学校の受験に失敗した安芸子は失意のまま広島に帰郷した。養母の奈津江は暖かく迎え入れてくれたが、先行きが不透明な安芸子は不安でいっぱいだった。そんな時、安芸子に突然就職話が舞い込む。地元の女学校の音楽教師をしていた恩師が病に倒れ、ピアノの上手い安芸子に臨時教師として教壇に立ってほしいというものであった。女学校では同僚の安部や新田から多くのことを教えられたが、中でも東京で勃興している新劇運動の話題に強く惹かれていた折も折、築地小劇場の広島公演を観た安芸子は感激し、自分も舞台に立ちたいという夢を抱き始める。初恋の人で帝大生の浅見から求婚されたものの、浅見の両親の反対で別れを余儀なくされ、すべてを精算すべく上京を決意した安芸子は、安部からの紹介状を持って築地の幹部大江に会い入団を懇願する。ひどい広島訛りにもかかわらず情熱とピアノの特技を認められた安芸子は入団を許され、信濃町の下宿へ落ち着いた。早速女優修業が始まったが、そこには先輩女優のしごきが待っていた。

## キャスト
- 三杉安芸子（杉村春子） ……… 林美智子
- 三杉奈津江 …………………… 賀原夏子
- 辻本重吉 ……………………… 露口茂
- 宗方（土方与志） ……………… 児玉清
- 長船（小山内薫） ……………… 鈴木瑞穂
- 十和田司郎（友田恭助） ……… 細川俊之
- 香村牧子（田村秋子） ………… 八木昌子
- 大江（青山杉作） ……………… 菅野忠彦
- 折戸充（森本薫） ……………… 北村和夫
- 浅見健一郎 …………………… 和崎俊也
- 浅見千恵子 …………………… 上田みゆき
- 浅見の父 ……………………… 見明凡太郎
- 安部みや子 …………………… 村松英子
- 新田健 ………………………… 宗近晴見
- 野呂六太郎 …………………… 三木のり平
- 鳴山良介 ……………………… 西村晃
- 間宮 …………………………… 三津田健
- 海老原 ………………………… 小林昭二
- 宗方夫人 ……………………… 真山知子
- 浜本和英 ……………………… 新橋耐子
- 木部 …………………………… 檜よしえ
- 田辺幸二 ……………………… 下川辰平
- 妻文代 ………………………… 赤木春恵
- 鷹森恭一 ……………………… 青山良彦
- 鷹森の父 ……………………… 清水彰
- 鷹森の母 ……………………… 香川桂子
- 女将 …………………………… 北城真記子
- 八木教頭 ……………………… 村田正雄
- 竹田 …………………………… 柳谷寛
- 森塚敏
- 武岡淳一
- 今西正男
- 原幸子

## スタッフ
- 原作：杉村春子
- 脚本：小野田勇
- 音楽：いずみたく
- 演出：大原誠、広瀬実、安部睦朗
- 制作：合川明

## 参考資料
- 「テレビジョンドラマ」（放送映画出版）